# Éditions Alphil
Les Éditions Alphil sont une maison d'édition neuchâteloise, spécialisée dans l'édition universitaire et l'histoire régionale. Elle gère trois marques éditoriales :
- Éditions Alphil ;
- Éditions Alphil-Presses universitaires suisses ;
- Éditions Livreo-Alphil.

## Historique
Les Éditions Alphil-Presses universitaires suisses ont été fondées en 1996 par Alain Cortat et Philippe Erard, sous le nom d'Éditions Alphil. Le nom provient de la contraction des prénoms des deux fondateurs.  
De 2006 à 2010 Alphil exploite deux autres marques éditoriales, d'une part les Éditions Delibreo qui ont été fondées le 29 août 2006 à Neuchâtel, et d'autre part les « Éditions du Quadratin » qui fait de l'édition à compte d'auteur. Les Éditions Delibreo quant à elles se sont spécialisées dans la publication de romans, récits, essais et des beaux-livres destinés à un large public. À l'occasion de cette réorganisation, la société Livresco Diffusion a également été créée pour prendre en charge la diffusion des livres du groupe en Suisse et à l’étranger.
Les Éditions Delibreo ont notamment publié deux livres, l'un de Crevoisier Benoîte, Avec un Grain de sel, l'autre de Sigmund Toman, un rescapé des camps d'Auschwitz et Dachau qui s'est installé en Suisse après la guerre.